# Галимов, Ансель Габдельнурович
Ансе́ль Габделну́рович Гали́мов (род. 15 апреля 1991, Нижнекамск, Татарская ССР) — российский хоккеист, нападающий.
Старший брат хоккеиста Эмиля Галимова.

## Карьера
Воспитанник нижнекамского хоккея. С 2009 по 2013 год выступал в Молодёжной хоккейной лиге в составе «Реактора». Профессиональную карьеру начал в Высшей хоккейной лиге в составе «Дизеля» и «Ижстали». Дебютировал в Континентальной хоккейной лиге в составе нижнекамского «Нефтехимика» в сезоне 2012/13. 29 июля 2013 года был обменян в новокузнецкий «Металлург». 14 марта 2015 года продлил контракт с клубом на два года.
1 мая 2015 года перешёл в московское «Динамо». 4 июля 2017 года, после двух сезонов в «Динамо», получил статус свободного агента КХЛ по окончании сезона 2016/17 в связи с неисполнением клубом контрактных обязательств. На следующий день, 5 июля, подписал двухлетний контракт с омским «Авангардом». 1 июля 2019 года покинул клуб. 9 августа 2019 года заключил контракт с «Северсталью», но 8 октября 2019 года стороны расторгли контракт по соглашению сторон, проведя за команду всего шесть матчей.
11 октября 2019 года перешёл в московский «Спартак», подписав однолетний односторонний контракт. 8 мая 2020 года, после окончания срока контракта, Галимов покинул клуб. В этот же день Галимов подписал однолетний контракт с «Сочи». 22 августа 2021 года пополнил состав «Нефтехимика». 14 июня 2023 года вернулся в «Спартак», заключив контракт на два года. В мае 2025 года покинул клуб после окончания контракта.

## Статистика
| Легенда | Легенда                    | Легенда | Легенда                   | Легенда | Легенда    |
| ------- | -------------------------- | ------- | ------------------------- | ------- | ---------- |
| И       | Количество проведённых игр | Штр     | Штрафное время            | +/−     | Плюс-минус |
| Г       | Голы                       | П       | Голевые передачи          | О       | Очки       |
| -       | Статистика неизвестна      | —       | Статистика не учитывалась |         |            |

### Клубная карьера
- a В «Плей-офф» учитывается статистика игрока в Кубке Надежды.